# Флорешть (Долж)
Флорешть, Флорешті (рум. Florești) — село у повіті Долж в Румунії. Входить до складу комуни Шимніку-де-Сус.
Село розташоване на відстані 182 км на захід від Бухареста, 8 км на північ від Крайови.

## Населення
За даними перепису населення 2002 року у селі проживали 397 осіб.
Національний склад населення села:
| Національність | Кількість осіб | Відсоток |
| -------------- | -------------- | -------- |
| румуни         | 385            | 97,0%    |
| цигани         | 12             | 3,0%     |

Рідною мовою назвали:
| Мова      | Кількість осіб | Відсоток |
| --------- | -------------- | -------- |
| румунська | 385            | 97,0%    |
| циганська | 12             | 3,0%     |